# Wal Torres
Wal Torres (São Paulo, 30 de marzo de 1950) es una terapeuta de género y sexóloga transexual brasileña. Reconocida internacionalmente como una de las autoridades latinoamericanas en disforia de género, es miembro de Asociación profesional mundial para la salud del transgénero (WPATH) —antes conocida como HBIGDA—. También es consejera en el cuadro de la Organzación Internacional Intersexual (OII), que representa especialistas de todo el mundo —doctores, psicólogos, sexólogos, asistentes sociales, etc.— y cuyo objetivo es crear protocolos para la evaluación y el tratamiento de personas con disforias de género.